# 三たびの海峡
『三たびの海峡』（みたびのかいきょう）は、帚木蓬生による日本の小説、およびそれを原作とした日本映画。
太平洋戦争中に日本へ強制連行された朝鮮人男性の半生を描く。
第14回吉川英治文学新人賞受賞。

## 書籍情報
- 新潮社 ISBN 978-4-10-331406-6（1992年4月15日）
- 新潮文庫 ISBN 978-4-10-128804-8（1995年7月28日）

## 映画
1995年に映画化された。神山征二郎監督。日本映画では初となる本格的韓国ロケーションを敢行した作品である。韓国でも試写が予定されていたが、韓国政府の反対により中止された。
主演の三國連太郎が第19回日本アカデミー賞で最優秀主演男優賞を受賞した。

### キャスト
- 河時根（ハー・シグン）：三國連太郎
- 佐藤千鶴：南野陽子
- 金東仁（キム・ドンイン）：永島敏行
- 山本三次：隆大介
- 黄錠壽（ファン・ジョンス）：白竜
- 河時根の青春時代：李鐘浩
- 廣元範（カン・ウォンボム）：草薙幸二郎
- 崔石松（チェ・ソクソン）：樋浦勉
- 津村：安藤一夫
- 黄英姫（ファン・ヨンヒ）：伊佐山ひろ子
- 尹在学（ユン・チェハク）：神山兼三
- 安先浩（アン・ソンホ）：有薗芳記
- 玄泰遠（ヒョン・デウォン）：趙方豪
- 宗克魯（ジョン・クンノ）：吉田次昭
- 康元範の青年時代：草薙仁
- 朴正喜（パク・ジョンヒ）：坂田雅彦
- 島：由地英樹
- 広田：福田勝
- 徐鎮徹（ソ・ジンチョル）：風間杜夫
- 時郎の長男・太一：藤田哲也
- 林守元（イム・スウォン）：長倉大介
- 呉進（オ・ジン）：掛田誠
- 炭鉱事務所の事務員：皆川衆
- 時郎の妻：賀川ゆき絵
- 越宗鋳（チョウ・ジョンホ）：丹野由之
- ハルモニ：樹木希林
- 幸子：泉ピン子（特別出演）
- 安川：岩城滉一（友情出演）
- 佐藤時郎：林隆三
- ナレーター：山本圭

### スタッフ
- 監督：神山征二郎
- 協力監督：盧鎭変
- 原作：帚木蓬生『三たびの海峡』（新潮社刊）
- 脚本：加藤正人、神山征二郎
- プロデューサー：石野憲助、岡田裕
- 撮影：飯村雅彦
- 美術：山崎輝
- 音楽：佐藤勝
- 歌：張銀、丁玉
- 録音：林大輔
- 照明：小林芳雄
- 編集：鈴木晄
- 助監督：山本伊知郎
- スクリプター：赤澤環